# Rhamdia parryi
Rhamdia parryi är en fiskart som beskrevs av Eigenmann och Eigenmann, 1888. Rhamdia parryi ingår i släktet Rhamdia och familjen Heptapteridae. Inga underarter finns listade i Catalogue of Life.